# Зейлик, Борис Семёнович
Борис Семёнович Зейлик (5 января 1931, Одесса, Украинская ССР — 29 января 2021, Алма-Ата, Казахстан[уточнить]) — казахстанский геолог, специалист в области региональной и космической геологии. Автор новой геотектонической концепции «Ударно-взрывная тектоника».

## Биография
Родился в Одессе.
Окончил с отличием Саратовский геолого-разведочный техникум (1952). В 1953 году поступил и в 1958 году окончил с отличием Ленинградский горный институт. Кандидат геолого-минералогических наук (1968). Доктор геолого-минералогических наук (1987). Профессор (1991). Иностранный член Российской Академии Естественных Наук (РАЕН — 2006). Член-корреспондент Академии минеральных ресурсов Республики Казахстан (1996).

## Научно-исследовательская деятельность
Открыл и описал реликты крупных палеозойских вулканов в Центральном Казахстане (1968). Для выявления подобных рудоконтролирующих структур предложил в 1964 г. высотные аэрофотосъёмки, которыми по договору между Агадырской ГРЭ и Лабораторией аэрометодов (ЛАЭМ, Ленинград) впервые в СССР была покрыта крупная по площади территория в Центральном Казахстане. Затем высотные аэрофотосъёмки были распространены на остальные регионы Казахстана и другие территории СССР. В дальнейшем подобные аэрофотосъёмки стали обычным методом дистанционного зондирования Земли. Высотные аэрофотосъёмки послужили основой для разработки методики съёмок из космоса в геологических целях.
Предложил новое направление поисков «слепых» рудных месторождений под массивами вторичных кварцитов (1965), которые идентифицировал как верхние части метасоматически преобразованных вулканических сооружений, размещающихся над периферическими магматическими очагами, представленными интрузивными массивами.
Используя мелкомасштабные фотосхемы, составленные из высотных аэрофотоснимков, организовал ускоренные поиски золота в Центральном Казахстане с применением вертолетов (1968—1972), что позволило выделить новую золотоносную провинцию в герцинидах Казахстана.
Обосновал метеоритное происхождение уникального по своей сохранности древнего кратера Шунак в Северо-Западном Прибалхашье, поперечник которого в 2,5 раза превышает диаметр знаменитого Аризонского метеоритного кратера. Описал впервые в Мире в Докладах АН СССР (1974, 1975) гигантские импактные Ишимскую и Прибалхашско-Илийскую кольцевые структуры. Диаметры этих структур достигают 700—750 км.
Выдвинул и обосновал парадигму ударно-взрывной тектоники (1975). На протяжении трёх десятилетий разработал теорию этой новой геотектонической концепции.
Выдвинул проблему космической охраны планеты для сохранения жизни на Земле в её геолого-геофизическом аспекте в связи с астероидно-кометной опасностью (1988, 1991).
На основе принципов ударно-взрывной тектоники обосновал новую стратегию поисков рудных месторождений, в том числе, под чехлом рыхлых осадков, новое направление поисков месторождений углеводородов, а также новое направление поисков месторождений ювелирных и технических алмазов. Автор учебного пособия — курса лекций по ударно-взрывной тектонике и космической геологии.
Запатентовал в Казахстане «Способ поисков богатых и традиционных месторождений ювелирных и технических алмазов и сопутствующих им россыпей» (1997) и «Способ Зейлика прогнозирования перспективных площадей для поиска месторождений металлических полезных ископаемых» (2001). Запатентовал в Казахстане и в Евразийской патентной организации, в Москве, «Способ прогнозирования перспективных площадей для поиска месторождений углеводородов» (1998).
Автор около 200 научных статей, нескольких монографий, Космогеологической карты Казахстана (2001, 2004 и 2008 годы) и нескольких десятков производственных отчётов по геологической съёмке, региональной и космической геологии, прогнозу и поискам месторождений полезных ископаемых.
Отличник разведки недр СССР, Почётный разведчик недр СССР и Почётный разведчик недр Республики Казахстан.

## Профессиональная деятельность
Профессиональную деятельность начал в Бенкалинской ГРП Южно-Уральского геологического Управления (1952—1953) на разведке железорудного месторождения. Работал на геологической съёмке в Агадырской ГРЭ Центрально-Казахстанского геологического управления старшим геологом, начальником партии. Завершил работу в этой экспедиции в должности главного геолога (1958—1970).
Руководил Балхашской комплексной геолого-геофизической экспедицией (1970—1978), Казахстанской опытно-методической экспедицией — Головным вычислительным центром Министерства геологии Казахской ССР (1978—1996), работал в Казахском институте минерального сырья (КазИМС) (1996—1998), главным научным сотрудником Института геологических наук им. К. И. Сатпаева Национальной академии наук Республики Казахстан (1998—2000). Работал в ТОО «Горно-экономический консалтинг» (2001—2004).
С октября 2004 г. работал в АО «Казгеокосмос».